# Max Motor
Max Motor (på engelsk Launchpad McQuack) er en tegneseriefigur fra Disneys Rip, Rap og Rup på eventyr og Darkwing Duck. Han er Joakim Von Ands pilot og Grønspætteleder.

## Introduktion
I afsnittet Three Ducks of The Condor introduceres man for piloten Max Motor. Joakim modtager et Mayday fra Max Motor, og ansætter ham derefter som pilot. Han flyver for Joakim mange gange. Faktisk har han hovedrollen i afsnittet, Slaget om Andebjerg. Her skal han spille sin tipoldefar i mindeforrestillingen om Slaget i Andebjerg! 
Slaget om Andebjerg
Slaget om Andebjerg er en episode af tegnefilmserien Rip Rap og Rup på Eventyr. 
Max Motor modtager en invitation fra Andebjergs borgmester om at spille sin tipoldefar Rufus Motor, i en genopføring af et gammelt slag der skete. Han og Grønspætterne tager afsted, med stoee forhåbninger. Det viser sig dog, at Rufus tabte slaget, da hans hest løbede løbsk. Max og Grønspætterne finder Rufus forsvundne soldater. De vil hjælpe Max Motor med at vinde slaget.  